# 20 років Конституції України (срібна монета)
«20 ро́ків Конститу́ції Украї́ни» — срібна ювілейна монета номіналом 5 гривень, випущена Національним банком України. Присвячена 20-річчю Основного Закону України, прийнятого 28 червня 1996 року Верховною Радою України від імені Українського народу — громадян України всіх національностей. Конституція України закріплює фундаментальні положення організації і функціонування Української держави й суспільства.
Монету введено в обіг 20 червня 2016 року. Вона належить до серії «Відродження української державності».

## Опис монети та характеристики
| Номінал грн. | Метал            | Маса, г       | Діаметр, мм | Якість виготовлення       | Гурт                            | Тираж, штук |
| ------------ | ---------------- | ------------- | ----------- | ------------------------- | ------------------------------- | ----------- |
| 5            | срібло 925 проби | 15,55 / 16,81 | 33,0        | спеціальний анциркулейтед | гладкий із заглибленими написом | 3 000       |

### Аверс
На аверсі монети, що вертикально розділений навпіл на матову та дзеркальну поверхні, розміщено: угорі — малий Державний Герб України, праворуч півколом напис — «УКРАЇНА», у центрі — будівлю Верховної Ради України, яка ліворуч обрамлена рослинним орнаментом, під будівлею — рік карбування монети «2016»; унизу півколом номінал «5 ГРИВЕНЬ».

### Реверс
На реверсі монети, що вертикально розділений навпіл на матову та дзеркальну поверхні, у центрі розміщено стилізовану розгорнуту книгу, над якою гілочка калини, праворуч на дзеркальному тлі написи: «20/РОКІВ» та півколом — «КОНСТИТУЦІЯ УКРАЇНИ»; ліворуч на матовому тлі зазначено текст перших статей Конституції України: «Стаття 1./Україна є суве/ренна і незалеж/на, демократична,/ соціальна, правова/ держава./ Стаття 2./ Суверенітет України по/ширюється на/ всю її територію./ Україна є унітар/ною державою./ Територія Украї/ни в межах існу/ючого кордону/ є цілісною і не/доторканною./ Стаття 3./ Людина, її життя і здо/ров'я, честь і гідність,/ недоторканність і без/пека визнаються в/ Україні найвищою/ соціальною/ цінністю».

## Автори

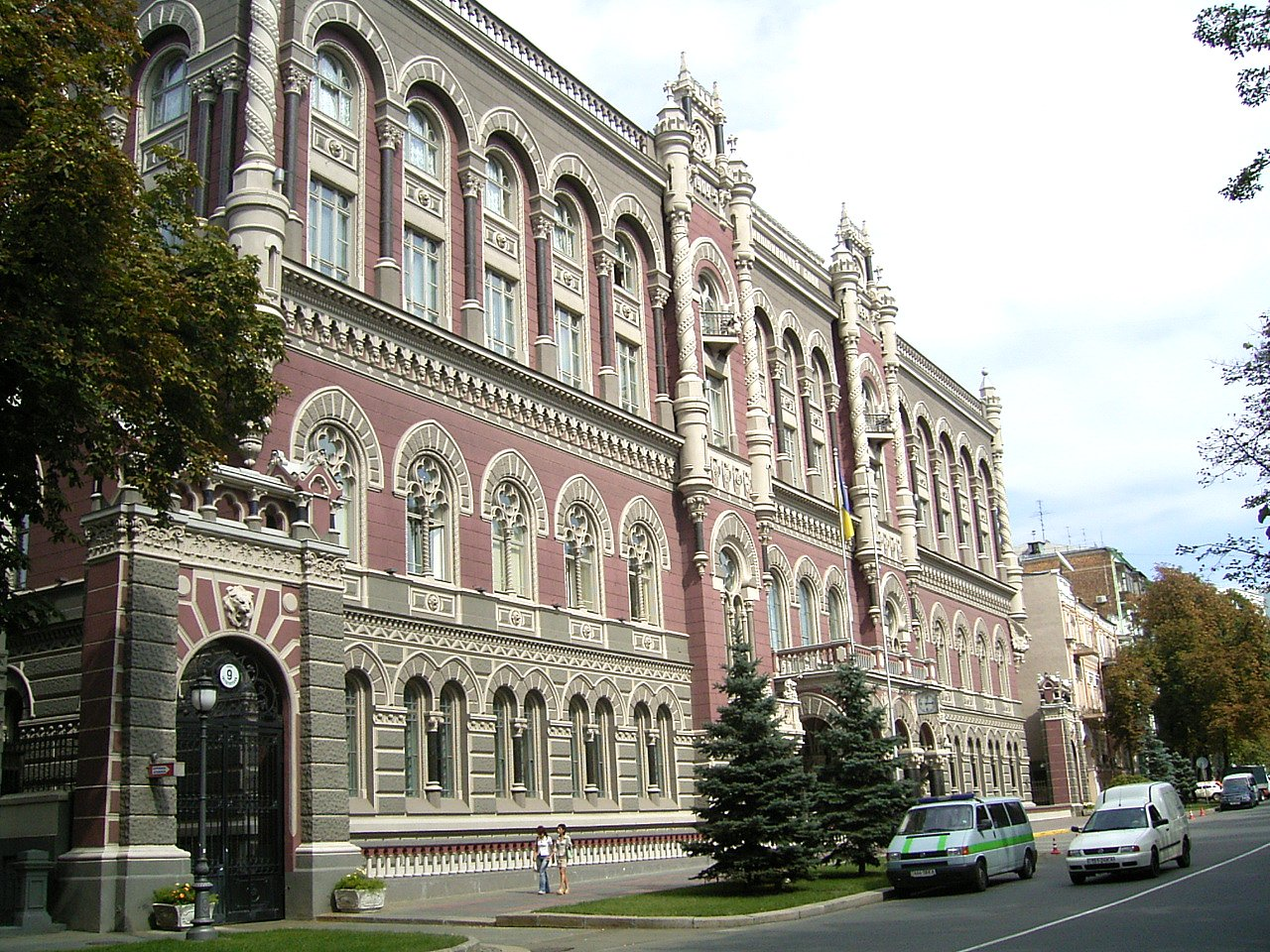
Будівля Національного банку України

- Художники: Таран Володимир, Харук Олександр, Харук Сергій.
- Скульптор — Атаманчук Володимир.

## Вартість монети
Під час введення монети в обіг у 2016 році, Національний банк України реалізовував монету через свої філії за ціною 593 гривні.
Фактична приблизна вартість монети з роками змінювалася так:
| Рік        | 2017 | 2018 | 2019 | 2020 | 2021 | 2022  | 2023  | 2024  | 2025  |
| ---------- | ---- | ---- | ---- | ---- | ---- | ----- | ----- | ----- | ----- |
| Ціна, грн. | 610  | 600  | 520  | 550  | 600  | 1 050 | 2 000 | 2 100 | 2 150 |